# Nanne Grönvall
Nanne Grönvall (18 de mayo de 1962), también conocida simplemente como Nanne, es una cantante y compositora sueca, conocida por haber sido integrante del grupo One More Time, junto con la que se proclamó vencedora del Melodifestivalen 1996.
Antes de su victoria en dicho festival, había pertenecido durante la década de los 80 a la banda Sound of Music, formada por Peter Grönvall (el que posteriormente sería su segundo marido) y Angelique Widengren (la prometida de Peter en aquella época). Esta formación producía temas pop con un marcado toque comercial. En 1986 se lanzaron a la aventura eurovisiva presentándose al Melodifestivalen con la canción "Eldorado", con la que quedaron en cuarta posición. 
En 1987 volvieron a intentarlo todavía bajo el nombre de Sound of Music, esta vez con el tema "Alexandra", y fueron de nuevo cuartos. Dejado atrás el Melodifestivalen 1987, el grupo desapareció definitivamente. Nanne y Peter siguieron trabajando juntos formando el grupo Peter Pop's Squad y, más tarde, una nueva formación que se llamaría One More Time formado en un principio por ellos dos, Maria Rådsten y Therese Löf.
En 1992, debido al embarazo de Nanne y la imposibilidad de participar el grupo en la preselección nacional sueca se tomó una decisión: componer una canción para las otras dos compañeras de grupo, con la fortuna de que ambos temas fueron seleccionados para la gran final. El primero de ellos se llamó "Vad som än händer", interpretado por Maria Rådsten, con el que obtuvo la tercera posición. El otro tema "Ingenting går som man vill" interpretado por Therese Löf, fue eliminado en la primera ronda de votaciones.
En 1995, decidieron enviar otra canción al Melodifestivalen. Máxima favorita en todas las encuestas, el tema "Det vackraste" interpretado por Cecilia Vennersten se queda finalmente con la segunda posición. 
Visto el éxito obtenido con el tema de Cecilia Vennersten el año anterior, One More Time se presenta al Melodifestivalen 1996 con "Den vilda". Uno de los integrantes, Therese, se había desvinculado del grupo tiempo atrás. En esta ocasión sí ganaron, pudiendo representar a Suecia en el Festival de la Canción de Eurovisión 1996, donde fueron terceros con 100 puntos.
En la Navidad de 1997, Nanne dio comienzo a su carrera en solitario con el sencillo "Kul i Jul" ("Diversión navideña"). En 1998 decidió presentarse al Melodifestivalen con una apuesta arriesgada: "Avundsjuk" ("Celosa"). Consiguió la cuarta posición. 
En 2001, decidió hacer algo que hasta la fecha ningún artista sueco había hecho: probar suerte en la preselección nacional del Reino Unido para el Festival de la Canción de Eurovisión. Kimberley Rew, el guitarrista de Katrina and The Waves y autor de "Love, shine a light", le compuso el tema "Men". Acabó cuarta. 
En 2002, publicó su disco "Alla mina ansikten". Éste ha sido tal vez el disco más personal de toda la carrera de Nanne Grönvall, puesto que incluía temas sinceros como "Hatar, älskar”"("Odios y amores"), que habla sobre el serio problema de alcoholismo que vivía su madre. Era, en palabras de la propia artista, 'lo más valiente' que había hecho ‘en la vida’.
Nuevamente intentó representar a Suecia en el Festival de la Canción de Eurovisión, cuando cantó "Evig kärlek"("Amor eterno") en el Melodifestivalen 2003. Desafortunadamente, no consiguió clasificarse para la final en el Globen.
Volvió al Melodifestivalen 2005 cuando quedó en segundo lugar con el tema "Håll om mig". Ganó el televoto pero el voto del jurado le impidió ser elegida.
El 28 de junio de 2006 anunció que padecía cáncer de pecho del que iba a empezar tratamiento.
En 2007 se presenta una vez más al Melodifestivalen con la canción Jag Måste Kyssa Dig (Yo quiero besarte), donde consigue llegar hasta el Andra Chansen (Segunda Oportunidad) pero no al pase a la final.

## Discografía (en solitario)
- 1998: "Cirkus Homo Sapiens" (Versión 1)
- 1999: "Cirkus Homo Sapiens" (Versión 2)
- 2001: "Alla Mina Ansikten" (Versión 1)
- 2002: "Alla Mina Ansikten" (incluyendo el tema "Ett Vackert Par")
- 2005: "Alltid På Väg"
- 2007: "Jag måste kyssa dig"
- 2010: "En Rastlös Själ"